# River Eske
Der River Eske (irisch An Iascaigh oder Abhainn na hIascaí), auch Eask, ist ein kurzer Fluss im County Donegal im Nordwesten der Republik Irland.
Der Fluss ist lediglich fünf Kilometer lang, jedoch für seinen Fischreichtum bekannt. Die Saison dauert vom 1. März bis 30. September; besonders Lachse, Bachforellen und Saiblinge werden gefangen.
Die Eske beginnt am Lough Eske (Loch Iascaigh) im Südosten des Countys und fließt westwärts durch die Bluestack Mountains und durch die Stadt Donegal, um südwestlich von Donegal über die Donegal Bay im Atlantik zu münden. In Donegal liegt u. a. Donegal Castle, der frühere Sitz des O’Donnell-Clans, an seinem Lauf; nahe der Mündung der Eske in die Donegal Bay findet sich mit den Überresten eines Franziskanerklosters aus dem 15. Jahrhundert eine weitere historische Reminiszenz.